# Šešir (1937.)
Šešir je prvi hrvatski zvučni film u produkciji Zora filma snimljen u režiji Oktavijana Miletića 1937. To je kratki šesnaestminutni film snimljen na širokoj tridesetpetmilimetarskoj vrpci čiji je zvuk snimao Aleksandar Gerasimov. U biti radi se o nijemom filmu s glazbom i snimljenim šumovima.
Scenarij je također napisao Oktavijan Miletić, a u glavnim ulogama su bili Fedora Turković, Hertha Gagern, Marija Petrović, Tanja Manola, i Šime Mazzura (Šime Marov). Film govori o jednom šeširu koji mijenja vlasnike i na kraju zvršava u rukama prosjaka koji u njega skuplja milodare.

## Vanjske poveznice
- IMDb Sesir (1937)